# Landulf III

Landulf III was prins van Benevento en Capua van 959 tot zijn dood in 968.

## Familie
Zijn vader was Landulf II, zijn broer Pandulf I, hij had twee zonen, Pandulf II van Benevento en Landulf VII van Capua.

## Levensloop
In 959 werd hij door zijn vader aangesteld tot co-prins. Na de dood van zijn vader in 961 volgden hij en zijn broer de troon op. Op papier waren de vorstendommen Benevento en Capua een geheel, in de praktijk regeerde Landulf III over Benevento en Pandulf over Capua.
In 967 werd Pandulf onder druk gezet door Keizer Otto I de Grote om de Byzantijnen uit Apulië te verdrijven. In de opmars in 968 werd Landulf ziek en stierf kort nadien. Hij werd opgevolgd door de zoon van Pandulf, Landulf IV.